# Neoarisemus elongatus
Neoarisemus elongatus är en tvåvingeart som beskrevs av Duckhouse 1978. Neoarisemus elongatus ingår i släktet Neoarisemus och familjen fjärilsmyggor. Inga underarter finns listade i Catalogue of Life.